# Althenia
Althenia Petit – rodzaj roślin wodnych, hydrochamefitów, należący do rodziny rdestnicowatych (Potamogetonaceae). Obejmuje dziewięć gatunków występujących na obszarze krajów śródziemnomorskich, zachodniej i środkowej Azji, południowej Afryki i Australii. Rośliny te zasiedlają wody brachiczne.
Nazwa naukowa rodzaju została nadana na cześć Jeana Althena, autora Mémoire sur la culture de la garance, żyjącego w XVIII wieku, który wprowadził we Francji do uprawy marzanę barwierską.

## Morfologia
ŁodygaSmukłe, płożące kłącze, z którego wyrastają wydłużone i smukłe pędy.
LiścieUlistnienie naprzemianległe, rzadko naprzeciwległe. Pochwy liściowe uszkowate lub przylistki zrośnięte z liściem na niemal całej długości.
KwiatyRośliny jednopienne lub dwupienne. Jednopłciowe kwiaty wyrastają pojedynczo z pachwin liściowych. Okwiat pojedynczy, trójlistkowy, płytko kubkowaty. Listki okwiatu ząbkowane. Kwiaty męskie 1–3-pręcikowe, główki pręcików 1–2-pylnikowe. Kwiaty żeńskie 3-słupkowe. Szyjki słupków proste.
OwoceEliptyczne do podługowato-eliptycznych, niemal symetryczne, z pozostałą szyjką słupka.

## Systematyka
Według Angiosperm Phylogeny Website (aktualizowany system APG IV z 2016) rodzaj należy do rodziny rdestnicowatych (Potamogetonaceae Dumort.), rzędu żabieńcowców (Alismatales Dumort.), w kladzie jednoliściennych (monocots).
Wykaz gatunków
- Althenia australis (J.Drumm. ex Harv.) Asch.
- Althenia bilocularis (Kirk) Cockayne
- Althenia cylindrocarpa (Körn. ex Müll.Berol.) Asch.
- Althenia filiformis F.Petit
- Althenia hearnii T.D.Macfarl. & D.D.Sokoloff
- Althenia marina (E.L.Robertson) Yu Ito
- Althenia orientalis (Tzvelev) García-Mur. & Talavera
- Althenia patentifolia (E.L.Robertson) T.D.Macfarl. & D.D.Sokoloff
- Althenia preissii (Lehm.) Asch. & Graebn.